# Scrambler (Motorrad)

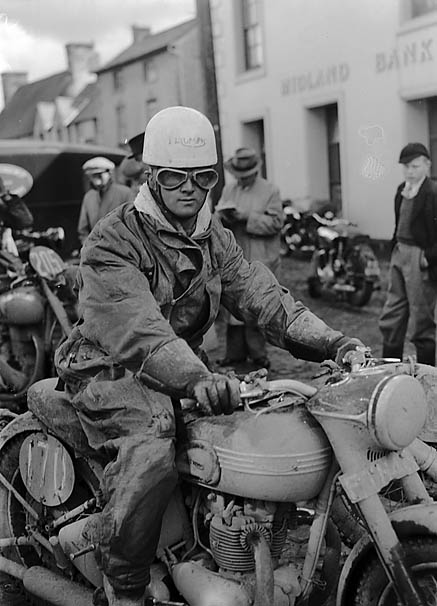
Scrambler-Fahrer in zeitgenössischer Motorsportbekleidung (1950)

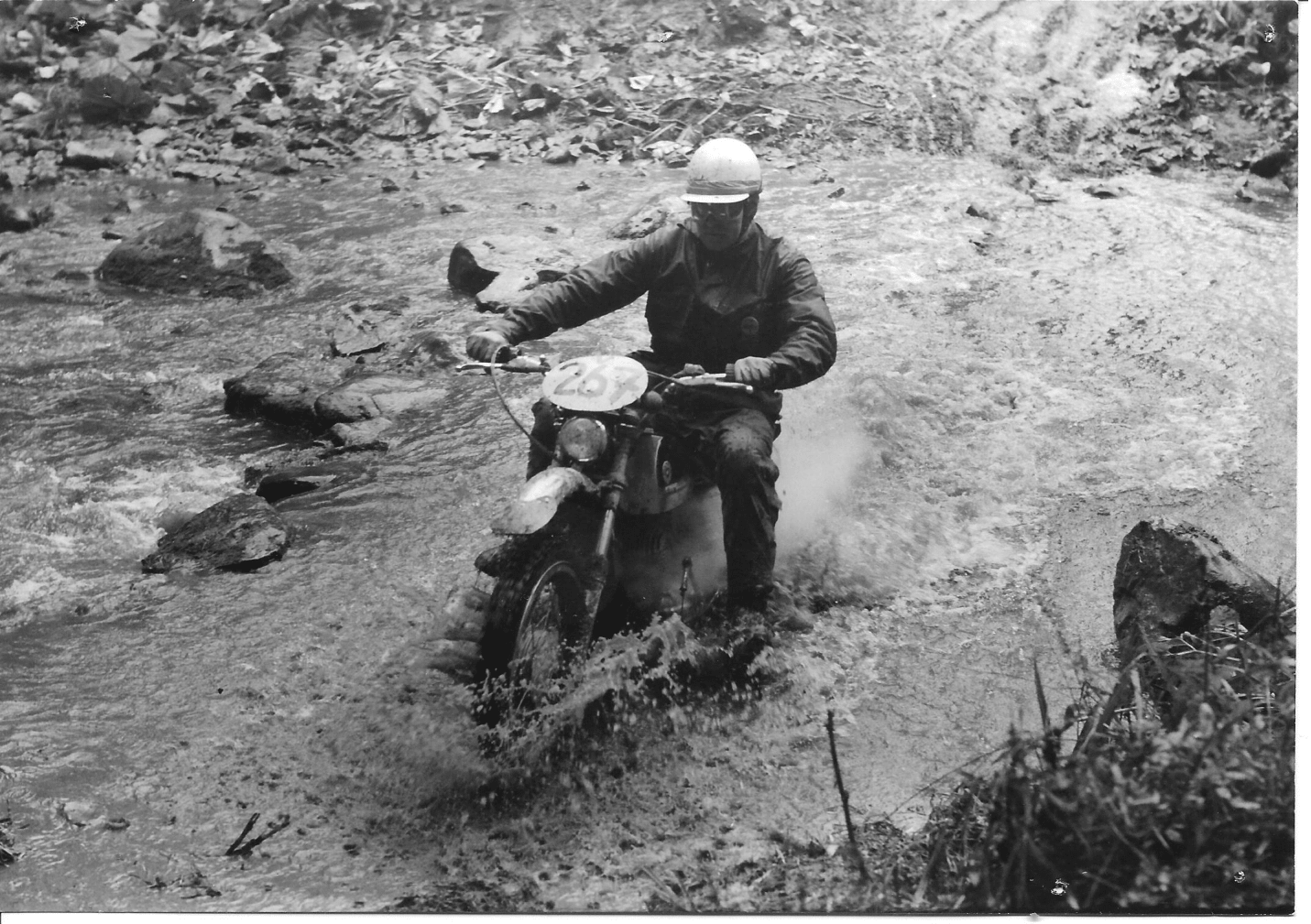
Typische Scrambler-Fahrt (1969)

Der Scrambler [ˈskræmbləʳ] (deutsch „Kletterer“, von engl. to scramble, ungefähr: „auf- oder hochsteigen“) war eine in den 1950er, 1960er und 1970er Jahren sehr verbreitete Motorrad-Kategorie. Bei den meist selbst umgerüsteten Maschinen wurden unter anderem grobstollige Reifen, breitere Lenker, höher gelegte Auspuffanlagen und Schutzbleche verwendet, um die Geländetauglichkeit zu erhöhen. Anders als die ab Werk hochspezialisierten Trial-, Motocross- und Enduro-Bikes, die den eher hybriden Scramblern in den 1970er Jahren nachfolgten, waren diese den Straßenmaschinen konstruktiv sehr nahe und verfügten eher selten über spezielle Motorradrahmen ab Werk. Die bis dahin noch weniger extrem spezialisierten Geländesport-Disziplinen wurden daher anfangs ganz allgemein unter „Scrambling“ subsumiert.

## Scrambler der 1950er, 1960er und 1970er Jahre
- BSA A65F Firebird (1968–1972)
- Ducati Scrambler 250, 350, 450
- Honda CL72, CL77, CL450
- Kawasaki 650 W2TT Commander (1968–69)[3]
- Matchless G80CS, G85CS (1964–69)
- Moto Guzzi Stornello 125 Scrambler
- MV Agusta 350B Scrambler (1972–74)[4]

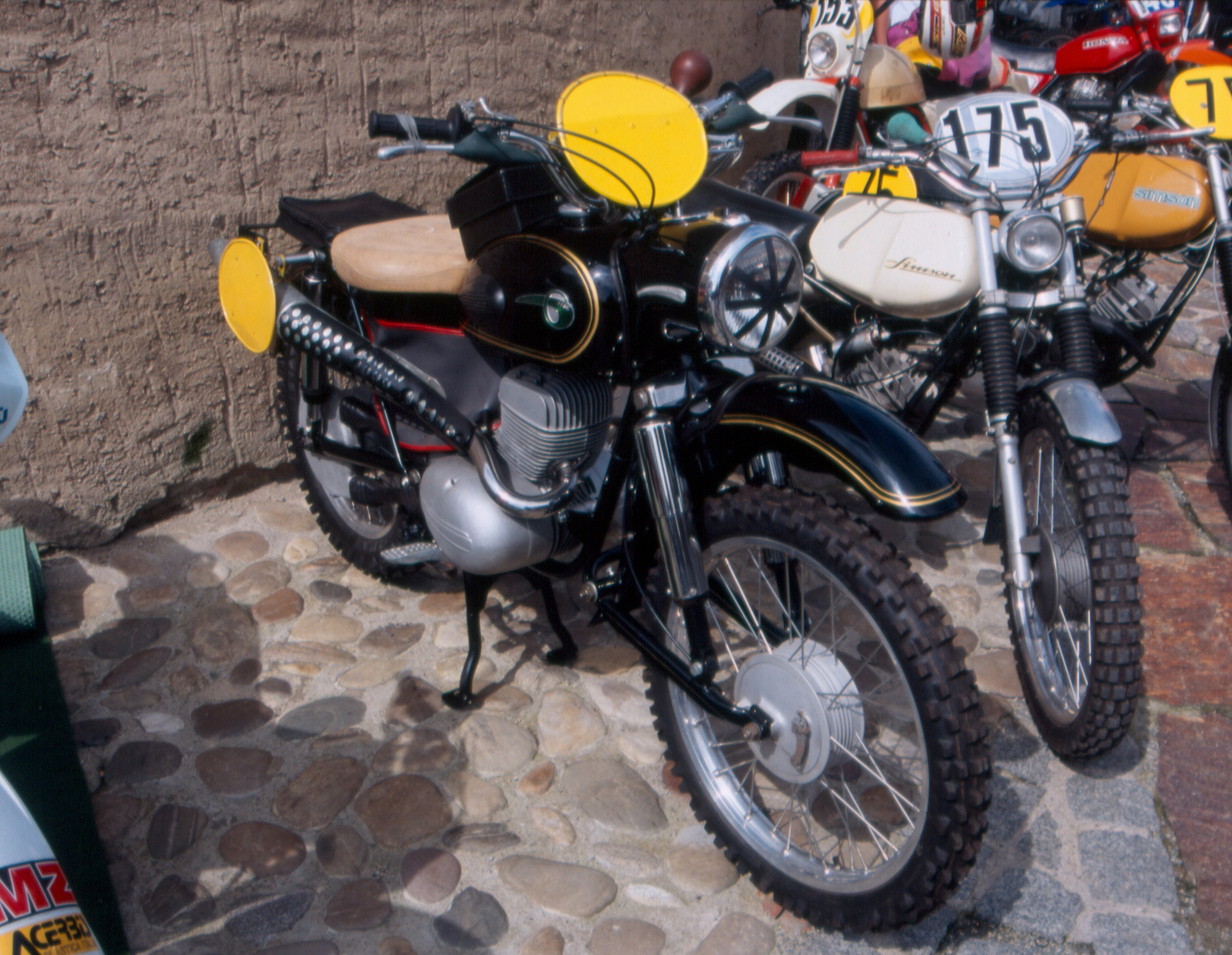
MZ GS 250
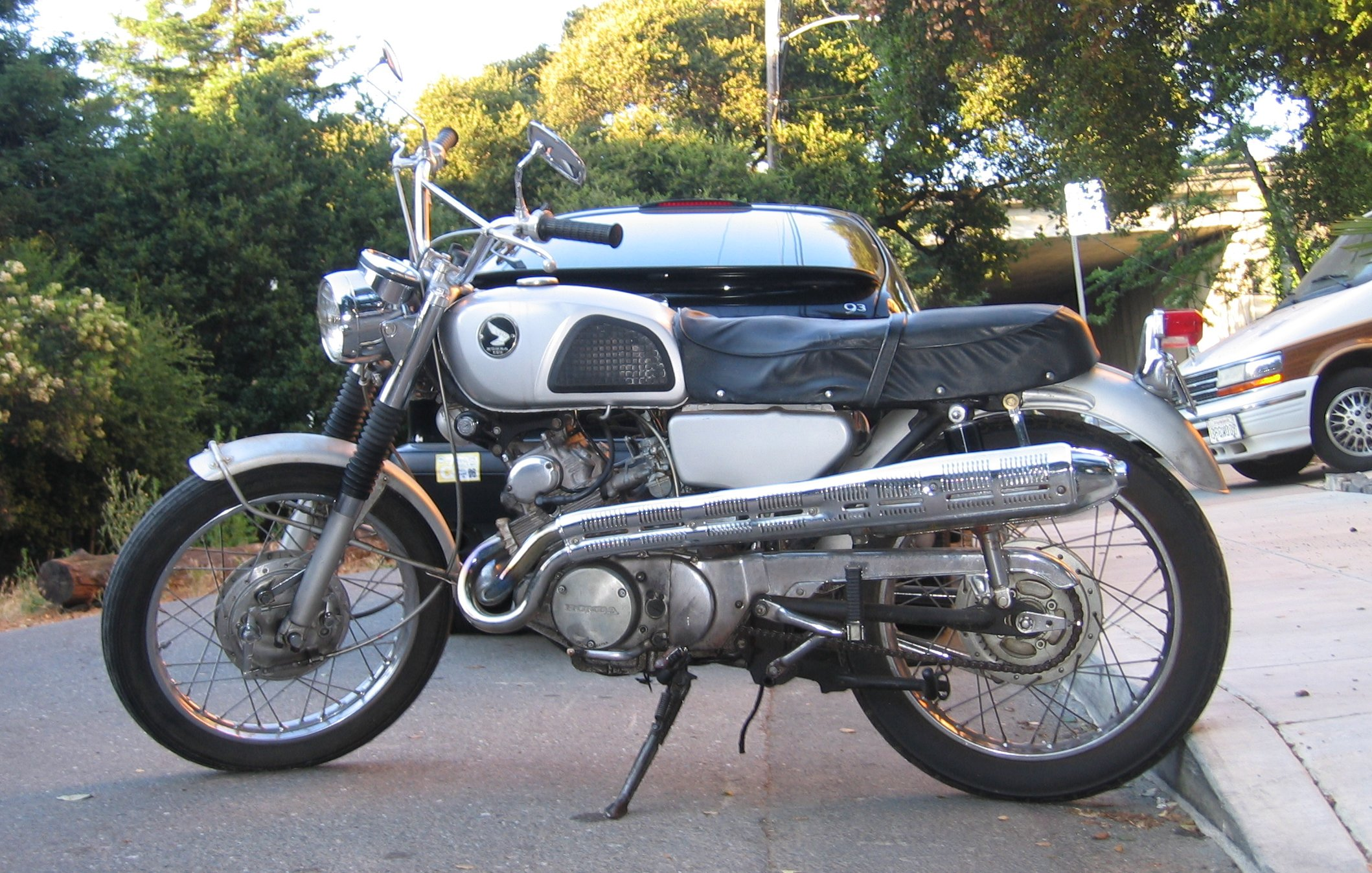
Honda CL160 (1966)
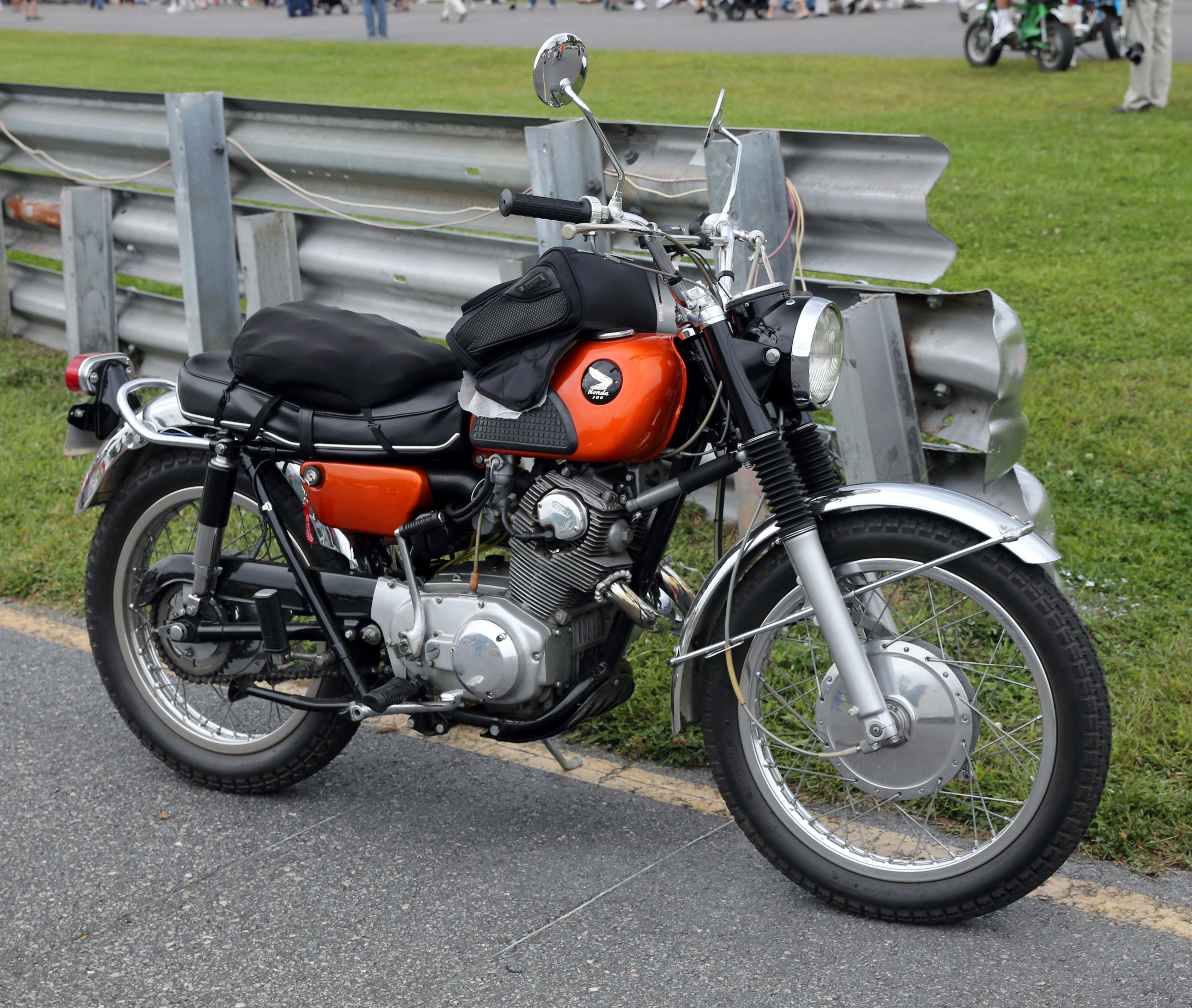
Honda 300 Scrambler (CL77)
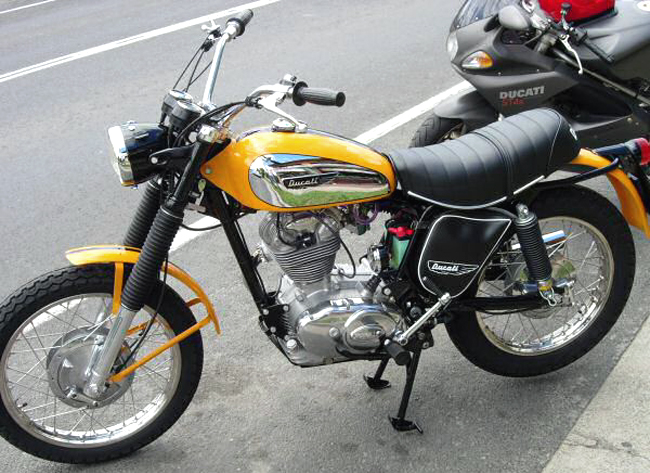
Ducati Scrambler 250 (1973)
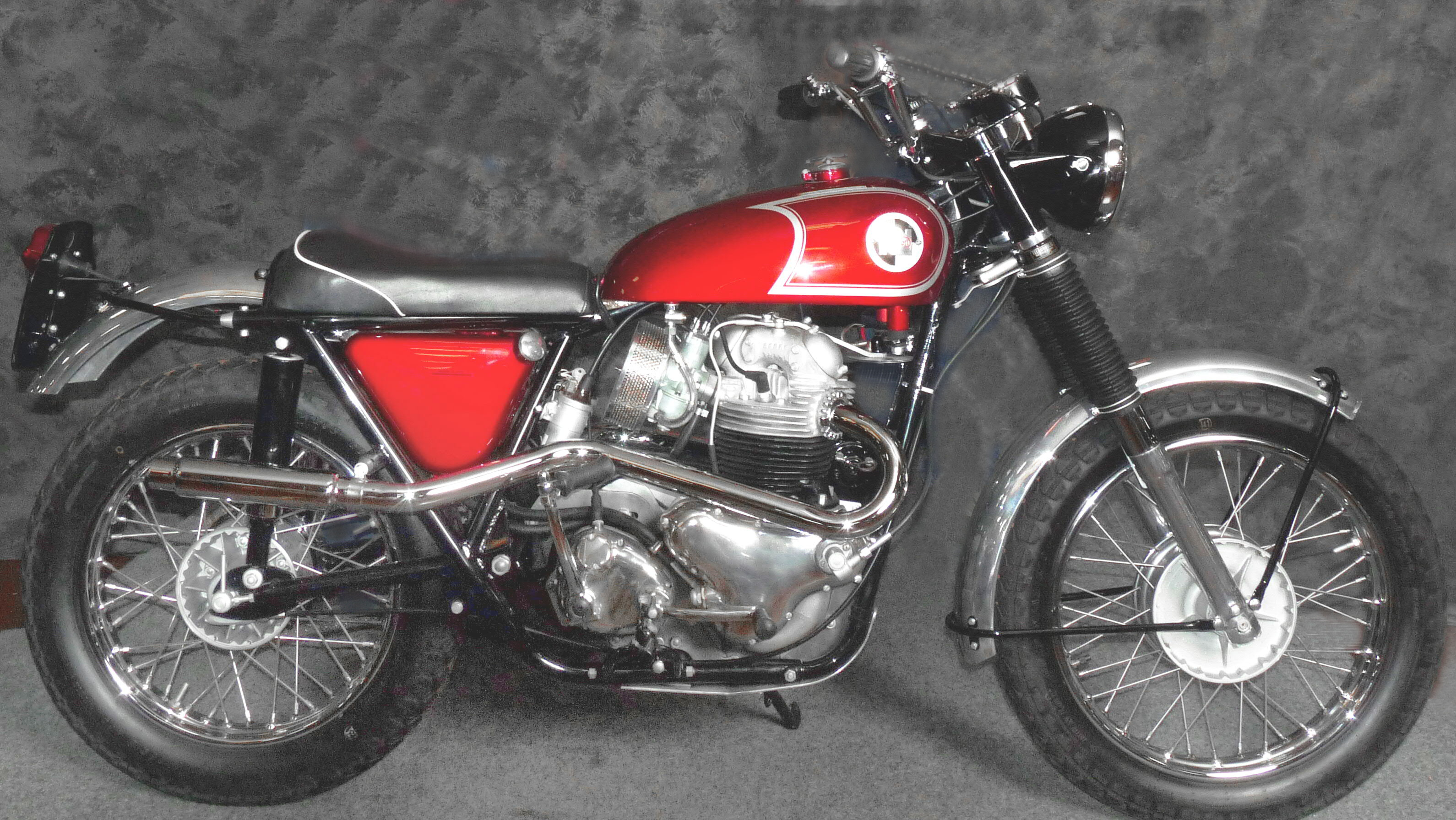
Norton P11 (1967–69)
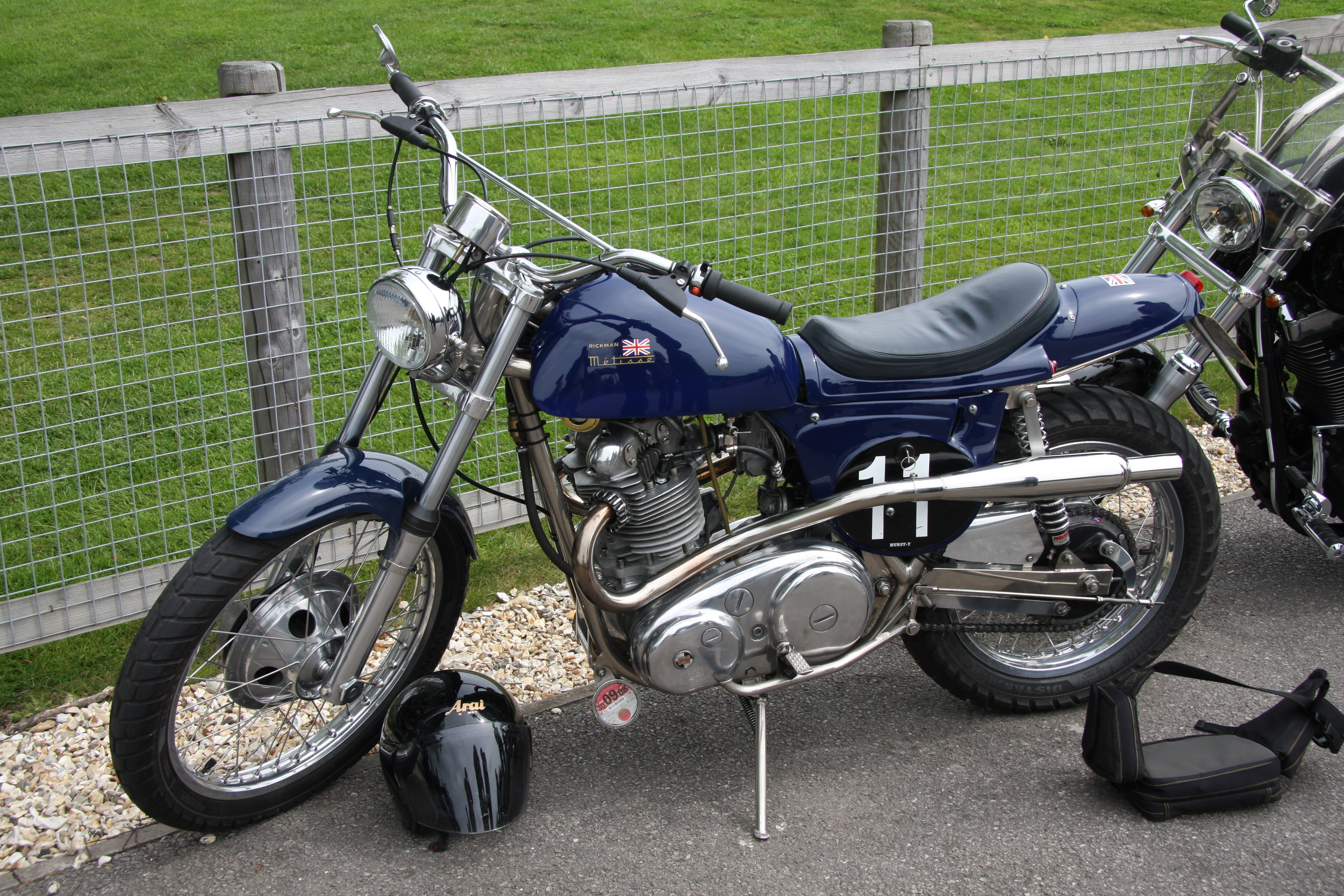
Rickman Métisse-Norton
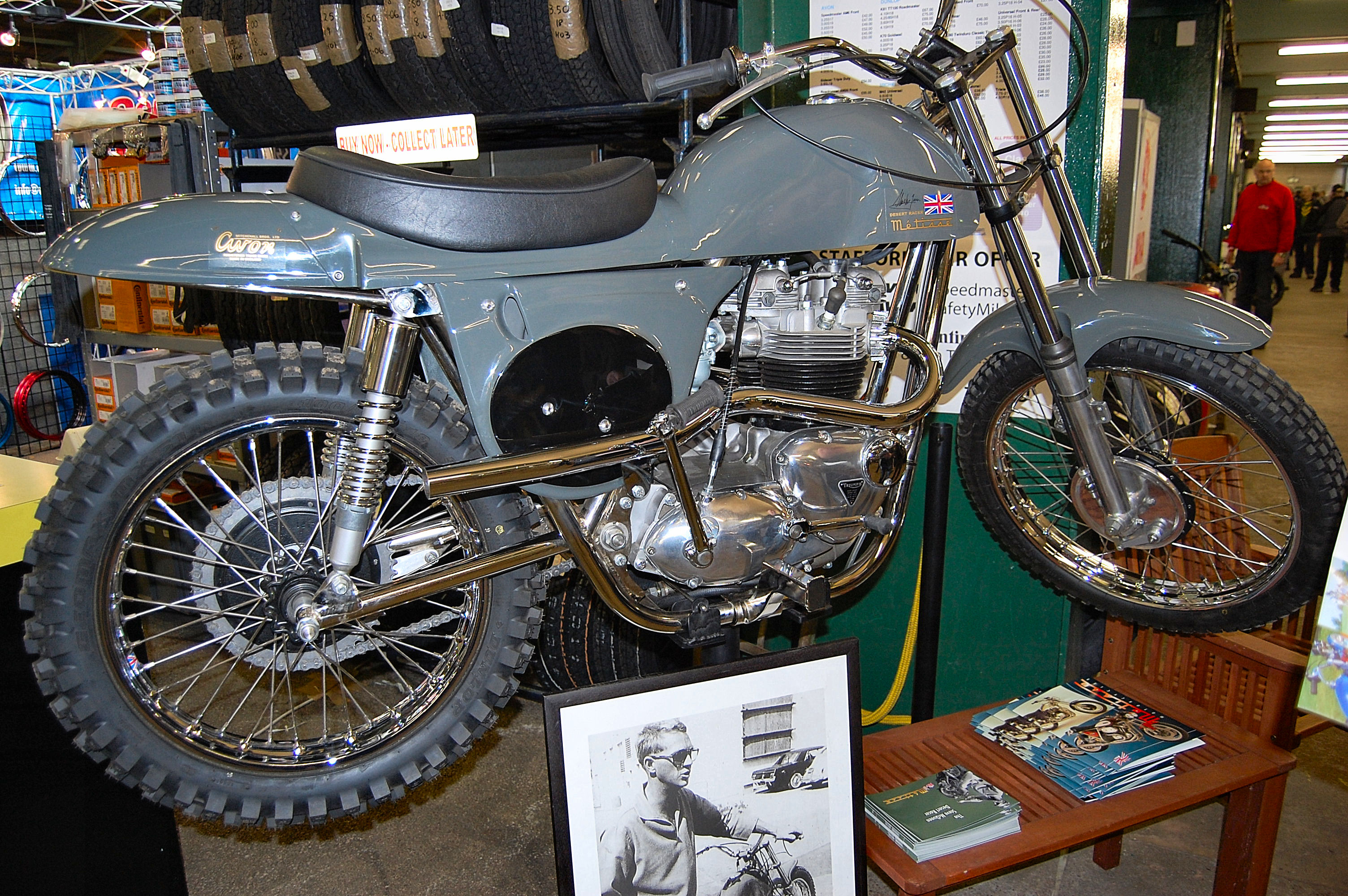
Steve-McQueen-Métisse-Triumph

- NSU Max S20 Scrambler
- Royal Enfield Scrambler Bullet
- Suzuki T 20 Scrambler
- Triumph TR6C 650 Trophy
- Yamaha YDS-3C Big Bear[5]

- MZ GS 250
- Honda CL160 (1966)
- Honda 300 Scrambler (CL77)
- Ducati Scrambler 250 (1973)
- Norton P11
- Rickman Métisse-Norton
- Steve-McQueen-Métisse-Triumph

## Scrambler des 21. Jahrhunderts
Ab Anfang des 21. Jahrhunderts wurde Scrambler, ähnlich wie Cafe Racer oder Bobber, zu einem zentralen, fast schon inflationären Marketingbegriff retro-manieristischer Megatrends des internationalen Motorradbaus transsignifiziert. So bieten bzw. boten Triumph, Derbi, BMW, FB Mondial, Moto Morini, Ducati und Fantic entsprechende Modelle unter der Bezeichnung „Scrambler“ an.
| Foto | Hersteller  | Modell                                     | Antrieb                                                           | Verkaufzeitraum |
| ---- | ----------- | ------------------------------------------ | ----------------------------------------------------------------- | --------------- |
|      | Voxan       | Scrambler                                  | 2 Zylinder, V-Motor Hubraum: 996 cm³ Leistung: 63 kW (86 PS)      | 2001–06         |
|      | Triumph     | Scrambler                                  | 2 Zylinder, Reihenmotor Hubraum: 865 cm³ Leistung: 43 kW (58 PS)  | seit 2006       |
|      | Derbi       | Mulhacén 659                               | Einzylindermotor Hubraum: 660 cm³ Leistung: 35 kW (48 PS)         | 2006–08         |
|      | Moto Morini | Scrambler 1200                             | 2 Zylinder, V-Motor Hubraum: 1187 cm³ Leistung: 86 kW (117 PS)    | seit 2009       |
|      | ZP Moto     | ZPsport 449                                | Einzylindermotor Hubraum: 449 cm³ Leistung: 33 kW (45 PS)         | 2012–16         |
|      | Ducati      | Scrambler 800                              | 2 Zylinder, V-Motor Hubraum: 803 cm³ Leistung: 55 kW (75 PS)      | seit 2015       |
|      | BMW         | R nineT Scrambler                          | 2 Zylinder, Boxermotor Hubraum: 1170 cm³ Leistung: 81 kW (110 PS) | seit 2016       |
|      | Moto Guzzi  | V7 II Stornello (limitiert auf 1000 Stück) | 2 Zylinder, V-Motor Hubraum: 744 cm³ Leistung: 35 kW (48 PS)      | 2016            |

Darüber hinaus bieten Customizer Umbausätze für Roadster und Reiseenduros (wie die BMW-GS-Modellreihe) an.

## Rezension
„[Die Motorrad-Retrowelle] hat eine modegetriebene Anziehungskraft auf Jüngere, die nostalgisch wirkende Motorräder individuell aufpeppen und umbauen. Sie wollen kein Bike von der Stange, sondern ein Unikat. Es geht nicht um Leistung, sondern um Individualität.“